# Johann Joseph Fux
 Johann Joseph Fux  (1660 ves Hirtenfeld u Štýrského Hradce – 13. února 1741 Vídeň) byl rakouský barokní hudební skladatel a osobnost barokní Evropy.
Z jeho učebnice kontrapunktu, kterou dokončil v roce 1725 pod názvem Gradus ad Parnassum (Stupeň na Parnas), se učila komponovat řada skladatelů 18. století, včetně Wolfganga A. Mozarta či Ludwiga van Beethovena. Jan Dismas Zelenka, čelní osobnost českého hudebního baroka, nabyl kompozičních zkušeností především od Johanna Josepha Fuxe, svého učitele.

## Život

### Mládí
O jeho životě existuje jen málo dokladů do chvíle, kdy byl v roce 1698 přijat na vídeňský císařský dvůr a jeho kariéra začala závratně stoupat. Jeho výjimečného talentu si pravděpodobně všiml samotný císař Leopold I., který hudbu velmi miloval a sám byl plodný komponista. V roce 1673 se totiž na zámku Eggenberg, který stojí na západním okraji Štýrského Hradce, konal císařův sňatek s Klaudií Felicitas Tyrolskou. Zde mohl být mladičký Johann Joseph představen jako zázračné dítě. Z velmi chudého selského prostředí, odkud Fux pocházel, ani jiná cesta nevedla, než přes skutečně neobvyklé nadání a talent, který stál panstvu za pozornost.
Díky stipendiu, hrazenému z císařské pokladny, mohl začátkem 80. let vstoupit na Ferdinandeum, kolej spravovanou Tovaryšstvem Ježíšovým ve Štýrském Hradci. Kolej tvořilo gymnázium a dvě fakulty: teologická a filosofická. Zachovaly se zprávy, že byl v roce 1681 ihned přijat do třetího ročníku gymnázia, což je zřejmý důkaz jeho nadání, zvláště když se uváží, že pocházel ze selského prostředí, kde prokazatelně nikdo z rodiny ještě na konci 18. století neuměl číst ani psát.
Pokračoval studiem na univerzitě, ovšem akademická studia nedokončil. Před rokem 1684 Štýrský Hradec opustil. Podle záznamů Ferdinandea prý „tajně uprchl“. Ačkoliv cíl jeho další cesty není znám, je možné, že se ještě před příchodem do Vídně pojí s osobou Leopolda I. – mohl to být zmíněný zámek Eggenberg nebo benediktinský klášter v Seckau, jehož probošt byl osobním císařovým zpovědníkem.

### Příchod do Vídně
V průběhu 90. let 17. století se objevil ve Vídni. Úzce se kontaktoval se zdejšími hudebníky. V červnu 1696 se oženil s Juliánou Klárou, dcerou rakouského vládního tajemníka Johanna Josefa Schnitzenbauma. Místem sňatku byl kostel u Skotů (Schottenkirche), kde byl tehdy varhaníkem. Šlo o místo prestižní a dalo se očekávat, že se Fuxovi otevírají dveře na císařský dvůr.
Císař Leopold I., jenž měl ve zvyku o nedělích a svátcích obcházet vídeňské kostely podle toho, kde se hraje nejlepší hudba, si přirozeně Fuxova nadání všiml. Na jaře 1698 je Johann Joseph Fux přijat do služeb císařského dvora.

### Na vrcholu slávy
Ve Vídni umělecká kariéra císařského komponisty během několika málo let závratně stoupala. V roce 1705 rozšířil své působení o místo druhého kapelníka vídeňské katedrály sv. Štěpána, začátkem roku 1713, již po smrti staršího Leopoldova syna Josefa I., jej císař Karel VI. jmenoval vicekapelníkem. Vedle toho byl i osobním komponistou obou císařoven, vdov po Leopoldovi i Josefovi. Jako vicekapelníkovi mu náležel roční plat 1 600 zlatých, práce pro obě císařovny přinášely ročně 1 500 zlatých. Takovou výjimečně vysokou odměnou se nemohli pyšnit ani vrchní císařští kapelníci, což byl u dvora post vůbec nejvyšší. I ten na něj čekal. Když v lednu 1715 zemřel Ital Ziani, jmenoval císař Karel VI. na jeho místo právě jeho. Závazky, vyplývající z nového místa, skladatele přiměly, aby se vzdal všech ostatních úkolů. Především se přestal starat o hudbu oběma císařovnám-vdovám, čímž přišel o část své vysoké odměny. Náhradou mu byl plat vrchního císařského kapelníka, jemuž náleželo ročně 2 500 zlatých, paradoxně méně, než na kolik byl Fux dosud zvyklý. Císař mu proto přiznal ještě 600 zlatých adjuta, aby novým, byť vyšším místem neztratil stávající životní úroveň, vyjádřenou 3 100 zlatými ročně.

### Hudební život ve Vídni
Následující čtvrtstoletí určoval podobu hudebního života ve Vídni právě on sám. Jeho značně konzervativní, přísný kontrapuňktický styl (a smýšlení) ohrožoval mnohé z mladých Italů, kteří se do Vídně přicházeli umělecky prosadit. Na Fuxovi totiž spočíval úkol posoudit jejich hudebnické kvality. Je jasné, že se jeho názory, vyrůstající z hudby 17. století, naprosto neslučovaly se soudobou, o půlstoletí mladší tvorbou, naplněnou uvolněností hudebního rokoka. Řadu skladatelů proto císaři nedoporučil. Jako příklad může sloužit Ital Bonno, kterého již jednou odmítl a který se po 11 letech, strávených v Itálii, kde se měl podle jeho mínění zdokonalit, znovu dožadoval místa u dvora: znovu nebyl doporučen.

### Pražská korunovační opera Costanza e Fortezza
Svého uměleckého triumfu, pětihodinového provedení korunovační opery Costanza e Fortezza (Vytrvalost a síla) v zahradách Pražského hradu 28. srpna 1723, se Johann Joseph Fux ze zdravotních důvodů nezúčastnil. Jeho Te Deum (Fux K 270) zaznělo 5. září 1723 na závěr samotného korunovačního aktu ve svatovítské katedrále. Od roku 1716, tedy krátce potom, co byl jmenován vrchním císařským kapelníkem, si soustavně stěžoval na špatné zdraví, způsobené zhoršující se podagrou (dnou). Zůstal proto ve Vídni a jeho operu řídil vicekapelník Antonio Caldara. Fuxovo onemocnění způsobilo, že se již počátkem 20. let 18. století skladatel odmítal aktivněji zapojovat do dvorního hudebního života, soustředil se na svoji teoretickou a pedagogickou činnost, kterou u sebe považoval vždy za prvořadou, a komponoval pouze k výjimečným příležitostem, k nimž byl vázán svým postavením vrchního císařského kapelníka. Když 1732 zemřela jeho žena, již velmi miloval (neměli žádné děti, ale starali se o dvě děti Johannova bratra Petra), odešel zcela do ústraní a prakticky přestal komponovat. Bránil mu v tom nejen smutek nad ztrátou Juliány Kláry, ale i dna, která postihla i klouby rukou a znemožnila skladateli psát.
Na podzim 1740 zemřel po pádu z koně císař Karel VI., považovaný za posledního barokního panovníka. Nedlouho potom, začátkem nového roku 1741, vyhasl i život jednaosmdesátiletého Johanna Josepha Fuxe.

## Dílo
Ačkoliv se Johann Joseph Fux sám považoval více za teoretika a pedagoga, než za komponistu, je jeho skladatelský odkaz obsáhlý. Zachovalo se kolem 400 kompozic, jejichž charakter vyplývá jednak z konvencí vídeňského dvora počátku 18. století, jednak z Fuxovy pozice vrchního císařského kapelníka a zároveň kapelníka katedrály sv. Štěpána.
Rozsah jeho díla popsal detailně již více než před sto lety Ludwig von Köchel, týž, který vytvořil i obecně známější chronologický soupis Mozartových kompozic - Köchel Verzeichnis, zkratka KV. V polovině 20. století Köchelovu biografii o skladateli doplnil novými objevy hudební historik Andreas Liess.

### Opery
Všichni tři habsburští císařové, za nichž u dvora působil – Leopold, Josef i Karel, hudbu nejen velmi milovali, ale sami se do vídeňského hudebního života aktivně zapojovali komponováním nebo řízením prováděných skladeb. Mimo postního období musela být opera součástí každé významnější oslavy.
V rozmezí let 1702 a 1731 napsal celkem 18 oper (jiný zdroj uvádí 19 oper). Uvedené letopočty určují vznik první a poslední Fuxovy opery. Najdeme mezi nimi dvojí typ kompozic. Jednak je to tzv. Componimento da camera (komorní opery), jednak tzv. Festo teatrale (výpravné velké opery).

### Vybraná operní díla
- La Clemenza d’Augusto (Ušlechtilost Augustova), K.301, 1702, první Fuxova opera (ztraceno)
- Dafne in lauro (Dafné, proměněná ve vavřínový strom), K.308, 1714
- Orfeo ed Euridice (Orfeus a Euridika), K.309, 1715
- Angelica vincitrice d’Alcina (Angelika vítězící nad Alčinou), K.310, 1716, uvedena k příležitosti narození Leopolda Jana, následníka trůnu, který ovšem na konci téhož roku zemřel, Karlovi a Alžbětě Kristině se již další mužský potomek nenarodil
- Le Nozze d’Aurora (Svatba Auróry), K.314, 1722
- Costanza e Fortezza (Vytrvalost a síla), K.315, 1723, opera napsaná k příležitosti pražské Karlovy korunovace českým králem 1723, název opery se vztahuje k osobnímu mottu Karla VI.
- Enea negli Elisi (Aeneas opouští Didonu), K.318, 1731, poslední Fuxova opera

### Oratoria
U vídeňského dvora se komponovala oratoria italského typu. Byla to především tzv. sepolchra, která se prováděla o každé ze šesti postních nedělí před Hodem božím velikonočním a substituovala operu, jejíž provozování nebylo v tuto dobu přípustné. Fuxova sepolchra i sepolchra ostatních současných vídeňských komponistů zhudebňovala italská libreta s novozákonními náměty. Měla skromnější obsazení, než opery, preferoval se pravidelný sled recitativů a árií, sbory jsou po italském vzoru často zcela vyloučeny nebo zařazeny symbolicky - do děje přímo nezasahují, pouze jej otevírají a uzavírají.
V rozmezí 1714 a 1728 napsal celkem 10 oratorií, nepočítáme-li jeho ztracenou prvotinu, oratorium Die Heilige Dimpna, Infantin von Irland (Svatá Dimpna, infantka z Irska), která vznikla stejně jako jeho první opera v roce 1702.

### Vybraná oratoria (sepolchra)
- La Fede sacrilega nella morte del Precursor S. Giovanni Battista (Věrné vylíčení smrti proroka sv. Jana Křtitele), K.291, 1714
- Il Fonte della Salute aperto dalla Grazia nel Calvario (Pramen spásy, vytrysknuvší na Kalvárii skrze slitování), K.293, 1716
- Gesù Cristo negato da Pietro (Ježíš Kristus zapřený Petrem), K.297, 1719
- La Cena del Signore (Hostina Páně), K.298, 1720
- La Deposizione dalla Croce di Gesù Cristo Salvator nostro (Snětí z kříže Ježíše Krista našeho Spasitele), K.300, 1728, poslední Fuxovo sepolchro

### Chrámová hudba
Místo kapelníka ve vídeňské katedrále sv. Štěpána a pozice vrchního císařského kapelníka určovala Fuxovi starat se rovněž o chrámovou hudbu. Měl výsostné právo komponovat pro významné církevní oslavy a svátky, staral se však i o hudbu pro soukromou císařskou kapli v Hofburgu.
Jeho chrámové kompozice jsou syntézou italské a německé hudebnosti. Vyznačují se virtuozitou a bohatou invencí. Smyčce a continuo běžně doprovází značný aparát žesťových nástrojů, klarin, trompet a pozounů.
Köchelův soupis (zkratka K.) skladatelova díla uvádí okolo 300 chrámových kompozic. Několikrát zhudebnil základní liturgické texty, Magnificat, Rekviem, Te Deum, Stabat mater, Salve Regina, napsal přibližně 50 mší, několikery nešpory, litanie, zhudebnil přes 40 žalmů, z nichž některé vícekrát, např. 110. žalm Dixit Dominus osmkrát, 112. žalm Beatus vir čtyřikrát, psal i moteta, ofertoria.

### Vybrané chrámové kompozice
- Missa Brevis solennitatis, K.5
- Missa Corporis Christi, K.10, 1713, skladatelovo poděkování císaři za jmenování vicekapelníkem,
- Missa In fletu solatium, K.18, 1717, proslulá Fuxova mše, od svého vzniku do r. 1741, kdy byla zemřelému skladateli zahrána místo obvyklého rekviem, byla provedena celkem devatenáctkrát, Fux ji 1725 zařadil i do svého teoretického spisu Gradus ad Parnassum
- Missa Pro gratiarum aetione, K.27
- Missa Sancti Spiritus, K.38
- Rekviem K.55, zvané Kaiserrequiem, od r. 1697 až do poloviny 18. století postupně provázelo na věčnost řadu členů panovnického dvora (není to jediné Fuxovo rekviem)
- Magnificat K.129
- Te Deum K.271, 1704, oslava habsburských vojenských úspěchů zásluhou Evžena Savojského

### Instrumentální hudba
V návaznosti na 17. století jsou podstatnou součástí jeho instrumentální hudby sonáty, komponované da chiesa o da camera, jako chrámové nebo jako komorní, tedy určené do komnat císařského dvora. Fuxovy sonáty bývají psány pro dvoje housle, (violu) a continuo.
Ke korunovaci římským králem věnoval skladatel staršímu Leopoldovu synu Josefovi soubor svých nejlepších instrumentálních děl. Byl vytištěn roku 1701 v Norimberku pod názvem Concentus Musico-Instrumentalis in septem Partitas. Je tvořen sedmi partitami, respektive suitami, a jsou určeny dvěma až osmi instrumentálním hlasům s doprovodem continua. Souboru dominuje rozměrná Serenata a 8 pro 2 trubky, 2 hoboje, smyčce a continuo.